# 曼皮图巴
曼皮图巴是巴西南大河州的一个市镇。总面积157.875平方公里，总人口2926人，人口密度18.5人/平方公里。